# Mocziszcze (osiedle przy stacji)
Mocziszcze (ros. Мочище) – osiedle przy stacji w Rosji, w obwodzie nowosybirskim, w rejonie nowosybirskim. W 2010 liczyło 3968 mieszkańców.